# Attaques chimiques de Jobar
Les attaques chimiques de Jobar ont eu lieu à Jobar, dans la banlieue de Damas, en Syrie, en avril 2013. Deux journalistes du Monde ont couvert ces attaques et exfiltré des échantillons prouvant l'utilisation de sarin entre le 12 et le 14 avril,. La mission de l'ONU qui a enquêté sur l'attaque n'a cependant pas trouvé « d'informations suffisantes ou crédibles » pour confirmer l'attaque.

## Déroulement et témoignages
Début avril, les rebelles syriens affirment que le gouvernement a utilisé des armes chimiques à Jobar. Laurent van der Stock, photoreporter de guerre belge, et Jean-Philippe Rémy, grand reporter français, se rendent en Syrie à cette époque pour tenter de couvrir la bataille de Damas,.
Le Monde rapporte que des attaques au gaz contre les rebelles se produisent régulièrement en avril et que les combattants de l'Armée syrienne libre ont des masques à gaz et des seringues contenant des doses d'atropine, l'antidote du sarin.  
Le 13 avril, Le Monde rapporte que « des combattants blessés étaient allongés à côté de cinq travailleurs médicaux qui avaient été contaminés par le contact avec les hommes touchés » et que le directeur de l'hôpital a perdu connaissance après avoir travaillé aux côtés des blessés pendant une heure. Le journal précise également que « selon une source occidentale bien informée, les autorités syriennes sont allées jusqu'à utiliser des mélanges de produits chimiques, notamment avec l'ajout de gaz lacrymogène, pour rendre plus difficile l'identification de la source des symptômes ». 
Le même jour, alors qu'il couvre le front côté rebelles, le photographe Laurent van der Stockt est témoin des effets d'une attaque chimique sur un quartier voisin : il observe les symptômes sur des combattants, et est lui-même touché par cette attaque, qui lui cause des troubles visuels et respiratoires pendant quatre jours,,.
Le 14 avril, un médecin de l'hôpital d'Hammouriya interrogé par Le Monde déclare qu'il a administré plus tôt dans la journée à une victime d'attaque 15 injections d'atropine et d'hydrocortisone.

## Enquêtes
Les journalistes du Monde ont exfiltré des échantillons de Jobar et les ont confiés aux autorités françaises, qui les font analyser par le Centre d'études du Bouchet, ce qui confirme l'utilisation de sarin par le régime de Bachar el-Assad,,.
Le 5 juin 2013, le gouvernement français déclare aux Nations unies qu'il détient des preuves d'attaques au sarin à Jobar entre le 12 et le 14 avril. 
Après l'attaque chimique de la Ghouta du 21 août 2013, les services secrets français publient un rapport indiquant que des échantillons de ces attaques exfiltrés par les journalistes français ont confirmé l'utilisation de sarin,,. Cependant, la mission d'enquête de l'ONU qui a enquêté n'a pas reçu « d'informations suffisantes ou crédibles » pour confirmer l'attaque.

## Voir également
- Utilisation d'armes chimiques pendant la guerre civile syrienne
- Attaques chimiques d'Adra et Douma
- Massacre de la Ghouta